# Irlands økonomi
Irlands økonomi er en højt udviklet vidensøkonomi, der fokuserer på service inden for high-tech, livsvidenskab, finansiel service, landbrug inklusive madproduktioner. Irland er en åben økonomi (5. på Index of Economic Freedom) og rangerer som den første i verden inden for udenlandske direkteinvesteringer (FDI). Landets BNP er verdens fjerdehøjeste, og Irland er også nummer 4 ud af 186 hos den Internationale Valutafond og fire ud af 187 på Verdensbankens rangering.
Efter en periode med kontinuerlig vækst fra 1984 til 2007, den Post-2008 irske finanskris påvirkede økonomien voldsomt, og resulterede i økonomiske problemer særligt relateret til den irske boligbobbel. Irland oplevede f'rst en kort teknisk recession i andet og tredjekvartal af 2007, og herefter en recession fra første kvartal 2008 til fjerde kvartal 2009.
Efter et år med stagnerende økonomiske aktiviteter i 2019, ås steg den irske BNPP med 2,2% i 2011 og 0,2% i 2012. Denne vækst var hovedsageligt drevet af forbedringer i eksportsektoren. Den europæiske gældskrise skabte en ny irsk recession, der begyndte i tredje kvartal af 2012, og som fortsatte i mindste et år frem. I midten af 2013 var Europa-Kommissionens prognose for Irlands vækst, at den ville bliver 1,1% i 2013 og 2,2% i 2014. En oppustet BNP-vækst på 26,3% blev officielt delvist tilskrevet skatteinversion hos multinationale virksomheder, der skiftede domiciler. Denne vækste i BNP, der har fået navnet "Leprechaunøkonomi" af den amerikanske økonom Paul Krugman, viste sig at være drevet af Apple Inc. der omstrukturerede deres irske datterselskab i januar 2015. Skævvridningen af Irlands økonomiske statistik (inklusive BNI og BNP) ved hjælp af multinationale selskabers skattepraksis, ledte til Central Bank of Ireland til at foreslå en alternativ målemetode (modificeret BNI eller BNI*) for at afspejle økonomiens egentlige tilstand mere præcist.
Udenlandsk-ejede multinationale virksomheder bidrager fortsat signifikant til Irlands økonomi, og 14 ud af de 20 største irske virksomheder (baseret på omsætning), havde 23% af de ansatte i den private sektor og betalte 80% af den samlede selskabsskat.
I midten af 2019 blev det estimeret at Irlands vækst ville falde, særligt efter Brexit, da Storbritannien traditionelt har været en stor handelspartner for landet.